# Lee David Zlotoff
Lee David Zlotoff (New York, 10 luglio 1954) è uno sceneggiatore, produttore televisivo e regista statunitense.
I suoi primi ruoli di una certa importanza furono nella serie televisiva Mai dire sì tra il 1982 e il 1983, di cui fu consulente alla sceneggiatura per 10 episodi, sceneggiatore per 6 e direttore di produzione per 14.
La serie televisiva per la quale è più noto è però MacGyver, della quale fu l'ideatore ed il principale sceneggiatore; è stato infatti l'autore di ben 78 episodi tra il 1985 ed il 1992, oltre ad essere in molti di essi produttore e regista.
Nel 1996 fu inoltre sceneggiatore e regista del film La ragazza di Spitfire Grill, con il quale vinse il Premio del pubblico e venne nominato per il Gran premio della giuria al Sundance Film Festival del 1996 e vinse il Christopher Award nel 1997.